# Carl English
Carl Jerome English (St. John's, 2 febbraio 1981) è un ex cestista canadese.

## Carriera
Con il Canada ha disputato quattro edizioni dei Campionati americani (2005, 2007, 2009, 2011).

## Palmarès
- Campionato spagnolo: 1

Saski Baskonia: 2009-10
- Coppa di Croazia: 1

Zadar: 2007
- NBL Canada Most Valuable Player (2018)
- NBL Canada Canadian Player of the Year (2018)